# Stazione di El Goloso
La stazione di Tres Cantos è una stazione ferroviaria di Madrid, sulla linea Madrid - Burgos.
Forma parte della linea C4 delle Cercanías di Madrid.
Si trova nei pressi della base militare El Goloso nel distretto Fuencarral-El Pardo di Madrid